# National Convention Centre Canberra
Das National Convention Centre Canberra (NCCC), auch bekannt als Royal Theatre Canberra, ist ein Kongresszentrum sowie ein Veranstaltungsgebäude für Konzerte, dass im Jahr 1989 in Canberra, Australien errichtet wurde.
Das Gebäude ist das größte Kongresszentrum in Canberra und erstreckt sich über zwei Etagen. Es biete 13 verschiedene Räumlichkeiten für Konzerte, Tagungen und Sportveranstaltungen sowie Auktionen. Im Jahr 2005 wurde das National Convention Centre Canberra mithilfe von einer staatlichen Förderung von 30 Millionen US-Dollarn renoviert und modernisiert. Der Gebäudekomplex wird von der InterContinental Hotels Group geführt. Am 10. November 1990 trat der britische Weltstar Eric Clapton vor 10.000 Besuchern im Rahmen seiner Journeyman World Tour im Royal Theatre auf.